# 에타 캔디
에타 캔디(영어: Etta Candy)는 DC 코믹스의 캐릭터로, 원더우먼의 조력자이자 비서다. 골든 에이지 때 원더우먼의 모험을 도왔다. 1942년 2월 《센세이션 코믹스》 2호에 처음 등장했고, 원더우먼의 창작자 윌리엄 몰턴 마스턴이 창작하였다. 계급은 중위.

## 담당 배우

### TV 드라마
- 원더우먼(1975-1979) - 비어트리스 콜런
- 원더우먼(2011) - 트레이시 톰스

### 영화
- 원더우먼(2017) - 루시 데이비스

## 담당 성우

### 장편 애니메이션
- 원더우먼(2009) - 줄리앤 그로스먼